# Daniel Sobralense
Daniel Lopes Silva, auch bekannt als Daniel Sobralense, (* 10. Februar 1983 in Sobral) ist ein ehemaliger brasilianischer Fußballspieler. Der Mittelfeldspieler gewann 2008 mit Kalmar FF die schwedische Landesmeisterschaft sowie 2013 mit IFK Göteborg den schwedischen Landespokal.

## Werdegang
Lopes Silva spielte in seiner Jugend für verschiedene Klubs. Seine Profikarriere startete er beim Parnahyba EC, mit dem er 2006 die Staatsmeisterschaft von Piauí gewann. Über ADRC Icasa kam er nach einem kurzen Intermezzo beim Erstligisten Náutico Capibaribe zu Fortaleza EC in die zweite brasilianische Liga.
Im Dezember 2007 unterschrieb Lopes Silva einen ab Januar 2008 gültigen Drei-Jahres-Kontrakt beim schwedischen Klub Kalmar FF. An der Seite seines Landsmanns César Santin kam er in der Offensive des Klubs zum Einsatz. Nachdem er anfangs der Saison hauptsächlich als Einwechselspieler zum Einsatz gekommen war, konnte er sich gegen Ende der Spielzeit 2008 in die Stammformation spielen und trug mit fünf Saisontoren zum Gewinn des Lennart-Johansson-Pokals für den schwedischen Meistertitel bei. Auch in der folgenden Saison gehörte er in weiten Teilen der Stammelf von Trainer Nanne Bergstrand an und gehörte mit jeweils sechs Saisontoren und Torvorlagen neben Rasmus Elm, Tobias Eriksson und Daniel Mendes zu den entscheidenden Spielern in der Offensive des Klubs, der als Tabellenvierter erneut in den Europapokal einzog. In den folgenden Jahren rutschte der Klub insbesondere nach dem Abgang einiger Leistungsträger in den mittleren Tabellenbereich ab, Lopes Silva gehörte dabei über weite Strecken weiterhin zu den Stammspielern.
Im September 2011 verkündete Lopes Silva einen Wechsel innerhalb Schwedens. Als erster brasilianischer Spieler in der Vereinsgeschichte schloss er sich nach Abschluss der Spielzeit 2011 IFK Göteborg an, bei dem er einen Vier-Jahres-Vertrag unterzeichnete. In seiner ersten Spielzeit bei seinem neuen Klub noch Stammspieler, erzielte er in 21 Ligaspielen vier Tore. In der Spielzeit 2013 verlor er seinen Stammplatz, so dass er vornehmlich nur noch als Einwechselspieler zum Einsatz kam. Auch im Endspiel um den schwedischen Landespokal im Sommer 2013 saß er zunächst auf der Bank, ehe Trainer Mikael Stahre ihn gemeinsam mit Pontus Farnerud in der 59. Spielminute für Emil Salomonsson und Sam Larsson einwechselte. Im Elfmeterschießen, zu dem er nicht antreten musste, gewann die Mannschaft um Tobias Hysén, Adam Johansson, John Alvbåge und Mattias Bjärsmyr gegen den Stockholmer Verein Djurgårdens IF den Titel.
Mitte August 2014 wechselte Lopes Silva, der bis dato in acht Spieleinsätzen in der Spielzeit 2014 lediglich zweimal in der Startformation stand, bis zum Saisonende auf Leihbasis zum Ligakonkurrenten Örebro SK. Dort bestritt er bis zum Saisonende elf Spiele, in denen er drei Tore erzielte. Ende Januar 2015 lösten Verein und Spieler den Vertrag frühzeitig auf.
Wenige Tage nach seiner Vertragsauflösung in Schweden unterzeichnete Lopes Silva einen Vertrag bei seiner ehemaligen Spielstation Fortaleza EC in Brasilien. Hier blieb er bis Ende 2016. Danach tingelte er noch bis 2020 durch unterklassige Klubs.

## Erfolge
Fortaleza
- Staatsmeisterschaft von Ceará: 2004, 2007

Parnahyba
- Staatsmeisterschaft von Piauí: 2006

Kalmar FF
- Fotbollsallsvenskan: 2008
- Schwedischer Fußball-Supercup: 2009

FK Göteborg
- Schwedischer Fußballpokal der Männer: 2012/13

Paysandu
- Staatsmeisterschaft von Pará: 2017